# 인드라닐 센 굽타
인드라닐 센 굽타(벵골어: ইন্দ্রনীল সেনগুপ্ত, 힌디어: इंद्रनील सेनगुप्ता, 1974년 9월 8일 ~ )는 인도 배우와 모델이다.